# Muralha meda
A Muralha meda foi uma muralha construída ao norte da antiga cidade de Babilônia em um ponto onde a distância entre os rios Tigre e Eufrates diminui consideravelmente. Acredita-se que tenha sido construído durante a última parte do reinado de Nabucodonosor II e consistia em tijolos cozidos e betume, com o centro da muralha sendo preenchido com terra. A muralha foi construída para evitar qualquer invasão potencial pelos medos do norte - daí o nome muralha 'meda'.
O antigo escritor grego Xenofonte afirma, em seu livro Anábase, que a muralha existia em 401 a.C. e a descreveu como tendo 20 pés (6,1 m) de largura e 100 pés (30 m) de altura e 20 parasangas de comprimento (aproximadamente 70 milhas ou 110 quilômetros).